# Brose Baskets
Brose Baskets – niemiecki klub koszykarski z siedzibą w Bambergu, który rozgrywa swoje mecze w hali Stechert Arena.

## Historia nazw
- 1.FC 01 Bamberg (1955-1988)
- TTL Bamberg (1988-1995)
- TTL uniVersa Bamberg (1995-2000)
- TSK uniVersa Bamberg (2000-2003)
- GHP Bamberg (2003-2006)
- Brose Baskets Bamberg (2006 - obecnie)

## Sukcesy
Rozgrywki krajowe
- Mistrzostwa Niemiec
  - Mistrzostwo: 2004–05, 2006–07, 2009–10, 2010–11, 2011–12, 2012–13, 2014–15, 2015–16, 2016–17
  - Wicemistrzostwo: 1992–93, 2002–03, 2003–04

- Puchar Niemiec
  - Puchar: 1992, 2010, 2011, 2012, 2017, 2019
  - 2. miejsce: 2006, 2015

- Superpuchar Niemiec
  - Superpuchar: 2007, 2010, 2011, 2012, 2015
  - 2. miejsce: 2013

Rozgrywki Europejskie
- Liga Mistrzów FIBA
  - 4. miejsce: 2019

## Sezon po sezonie
| Sezon   | Poziom | Liga       | Pozycja po play-off | Puchar Niemiec  | Rozgrywki europejskie | Rozgrywki europejskie | Rozgrywki europejskie |
| ------- | ------ | ---------- | ------------------- | --------------- | --------------------- | --------------------- | --------------------- |
| 1991–92 | 1      | Bundesliga | 2                   | Mistrz          |                       |                       |                       |
| 1992–93 | 1      | Bundesliga | 2                   |                 |                       |                       |                       |
| 1993–94 | 1      | Bundesliga | 1                   | Półfinał        |                       |                       |                       |
| 1994–95 | 1      | Bundesliga | 1                   |                 | 3                     | Puchar Koracia        | R1                    |
| 1995–96 | 1      | Bundesliga | 4                   | Półfinał        | 3                     | Puchar Koracia        | R1                    |
| 1996–97 | 1      | Bundesliga | 3                   | Półfinał        | 3                     | Puchar Koracia        | R1                    |
| 1997–98 | 1      | Bundesliga | 3                   |                 | 3                     | Puchar Koracia        | R3                    |
| 1998–99 | 1      | Bundesliga | 6                   | 3. miejsce      | 3                     | Puchar Koracia        | R1                    |
| 1999–00 | 1      | Bundesliga | 10                  |                 |                       |                       |                       |
| 2000–01 | 1      | Bundesliga | 10                  |                 |                       |                       |                       |
| 2001–02 | 1      | Bundesliga | 7                   |                 |                       |                       |                       |
| 2002–03 | 1      | Bundesliga | 2                   |                 |                       |                       |                       |
| 2003–04 | 1      | Bundesliga | 2                   |                 | 3                     | FIBA Europe League    | EF                    |
| 2004–05 | 1      | Bundesliga | 1                   |                 | 2                     | Puchar ULEB           | RS                    |
| 2005–06 | 1      | Bundesliga | 3                   | Finalista       | 1                     | Euroliga              | T16                   |
| 2006–07 | 1      | Bundesliga | 1                   |                 | 2                     | Puchar ULEB           | RS                    |
| 2007–08 | 1      | Bundesliga | 7                   |                 | 1                     | Euroliga              | RS                    |
| 2008–09 | 1      | Bundesliga | 4                   |                 | 2                     | Eurocup               | RS                    |
| 2009–10 | 1      | Bundesliga | 1                   | Mistrz          | 2                     | Eurocup               | T16                   |
| 2010–11 | 1      | Bundesliga | 1                   | Mistrz          | 1                     | Euroliga              | RS                    |
| 2011–12 | 1      | Bundesliga | 1                   | Mistrz          | 1                     | Euroliga              | RS                    |
| 2012–13 | 1      | Bundesliga | 1                   | Cwierćfinalista | 1                     | Euroliga              | T16                   |
| 2013–14 | 1      | Bundesliga | 5                   | 3. miejsce      | 1                     | Euroliga              | RS                    |
| 2013–14 | 1      | Bundesliga | 5                   | 3. miejsce      | 2                     | Eurocup               | L32                   |
| 2014–15 | 1      | Bundesliga | 1                   | Finalista       | 2                     | Eurocup               | EF                    |
| 2015–16 | 1      | Bundesliga | 1                   | Półfinalista    | 1                     | Euroliga              | T16                   |
| 2016–17 | 1      | Bundesliga | 1                   | Mistrz          | 1                     | Euroliga              | 13                    |
| 2017–18 | 1      | Bundesliga | 4                   | Ćwierćfinalista | 1                     | Euroliga              | 12                    |
| 2018–19 | 1      | Bundesliga | 5                   | Mistrz          | 3                     | Liga Mistrzów FIBA    | 4                     |

## Trenerzy
| 1988–1994 | Terence Schofield                |
| 1994–1999 | Ken Scalabroni                   |
| 1999–2001 | Armin Andres                     |
| 2001      | Zoran Slavnić                    |
| 2001–2008 | Dirk Bauermann                   |
| 2008–2014 | Chris Fleming                    |
| 2014–2018 | Andrea Trinchieri                |
| 2018      | Ilias Kantzouris (w zastępstwie) |
| 2018      | Luca Banchi                      |
| 2018–2019 | Ainārs Bagatskis                 |
| 2019      | Federico Perego                  |